# Lee Seung-a
Lee Seung-a (이승아?; Incheon, 25 maggio 1992) è un'ex cestista sudcoreana.

## Carriera
Con la Corea del Sud ha disputato i Campionati mondiali del 2014.